# アクティブサスペンション
アクティブサスペンション（英語：active suspension）は、油圧や空気圧などのエネルギー源をもち、自ら縮みや伸び、またはばねのダンピング力の強弱調整の走行中の自由な変更などを発生させることのできるサスペンションである。

## 概要
通常のサスペンション機構は、走行中の路面の凹凸などの外力を受け動くのみで、ばねやダンパー(サスペンションのばねが縮んだ際の反発力の速さをコントロールする機構)などで構成されており、自ら動くエネルギー源を持たないものが基本である。そのため通常のサスペンションは、パッシブ(受動的)サスペンションと呼び区別されることもある。
一方、アクティブサスペンションの場合は前述の通りに自ら油圧や空気圧などで伸び縮みし、反発力の強さもコントロール出来るためアクティブ(能動的)サスペンションと呼ばれる。
アクティブサスペンションの定義には大きく分けて2つあり、ショックアブソーバーの衝撃吸収力(縮み側)や衝撃を受けた後の反発(伸び側)の力の2種類のパッシブ要素パラメーターだけを制御するものをセミアクティブ制御と呼んで含める場合と、もう一つは、車高調整(停車時の静的車高)までを含む完全な油圧制御で各部寸法までを完全にコントロールするフルアクティブサスペンションと呼ばれるものの2種類がある。またハード面からは電子制御サスペンションとして一括される。このシステムはどの分野においてもスカイフック理論を基本として開発されている。
また、走行安定性を高めるというサスペンション一般の機能を離れ、ローライダーで車体を跳ね踊らせるパフォーマンスを行ったり、戦闘車両で地形状況に応じて車高を変化させたり車体傾斜角を変えて砲の可動範囲以上に射界を拡大する姿勢制御機能に用いるものもある。

## 鉄道車両のアクティブサスペンション
動力を使用した振動抑制装置付きサスペンションのことであり、フルアクティブサスペンションとも呼ばれている。
横揺れの元となる外部からの左右の振動を、車体に取付けられた左右加速度センサーで検知し、それを基に制御器が必要な力の大きさや方向を算出、台車と車体の間に枕木方向で取付けられているアクチュエータに指令を送り、アクチュエータで外部からの振動とは逆の力を発生させて、車体の左右振動を効果的に抑制するものである。
動力源には圧縮空気を使用する空気式と電動アクチュエーターを使用する電気式とがある。制振効果は非常に高いものの、サスペンション駆動に専用の動力源を必要とするため消費エネルギーが大きく、システムのサイズも大きくなってしまう。また構造が複雑で維持コストも含めて高価なため、採用は特急形車両にとどまっている。このため、JR東海ではN700S系確認試験車への搭載にあたり、従来のセミアクティブサスペンションに小型モーターと油圧ポンプを追加して推力を出す仕組みの、これまでのものとは全く異なるタイプのフルアクティブサスペンションを開発した。このフルアクティブサスペンションは制御装置が故障してもセミアクティブサスペンションとして機能するなど、高い冗長性を持っていることが特徴である。
日本では以下の鉄道車両に装着されている。
- 新幹線500系電車
  - W1編成の両先頭車（1・16号車）
  - ※高速列車としては世界初。なお、上記以外の中間車（5・8・9・10・13号車）とW2編成以降の各搭載車両にはセミアクティブサスペンションを搭載。

- 新幹線E2系電車
  - 両先頭車とグリーン車
  - ※上記以外の車両にはセミアクティブサスペンションを搭載。

- 新幹線E3系電車2000番台
  - 両先頭車（11・17号車）
  - ※上記以外の車両（12 - 16号車）にはセミアクティブサスペンションを搭載。

- 京成AE形電車 (2代)「スカイライナー」
  - 両先頭車
  - 大手私鉄では初。

- JR東日本E259系電車「成田エクスプレス」
  - 両先頭車

- JR東日本E353系電車
  - 先行量産車は先頭車両（12両組成時の両先頭車＝1・12号車）とグリーン車（9号車）のみ
  - 量産車は全車両に装備

- JR東日本E261系電車「サフィール踊り子」
  - 全車両に装備

- 新幹線E954形電車（FASTECH360S）・新幹線E955形電車（FASTECH360Z）
  - 全車両に装備（試験車）[2]

- 新幹線E5系・H5系電車
  - 全車両

- 新幹線E6系電車
  - 全車両

- JR東日本E657系電車
  - 両先頭車（1・10号車）とグリーン車（5号車）

- 近鉄50000系電車「しまかぜ」
  - 全車両[3]

- 東武500系電車「Revaty」
  - 全車両

- 新幹線E7系・W7系電車
  - グランクラス（12号車）
  - 12号車も含めて全車両にセミアクティブサスペンションを搭載。なお、12号車のものはフルアクティブサスペンション故障時のバックアップ用である。

- JR九州77系「ななつ星 in 九州」
  - 編成両端（1号車：ラウンジカー兼電源車・7号車：デラックススイート）[4]
  - JR九州の寝台列車「ななつ星」に充当[5]。

- 新幹線N700S系電車
  - グリーン車（8 - 10号車）
  - 上記以外の車両にはセミアクティブサスペンションを搭載。
  - 量産車では上記に加えて1・16号車（両先頭車）と5・12号車（パンタグラフ搭載車）にもフルアクティブサスペンションを搭載する。

- 近鉄80000系電車「ひのとり」
  - プレミアムシート車（両端の先頭車）

- 小田急70000形電車「GSE」
  - 全車両にフルアクティブサスペンションを搭載[6]

## F1のアクティブサスペンション
自動車レースの最高峰と称されることの多いフォーミュラ1(F1)の車両において、アクティブサスペンションの役割はグラウンド・エフェクト・カー時代に失われたサスペンション機能の復権と、その後の空気力学的なダウンフォースと空気抵抗を最適に制御するために用いられた技術であった。

### 空力の進化と共に登場したアクティブサスペンション
アクティブサスペンションは、当時コーリン・チャップマンが率いるチーム・ロータスで1981年から開発が始まった。
アクティブサスペンションが求められた理由は、1960年代末にF1で車体上部に固定されたウイング（揚力を発生させる飛行機の翼とは逆向きの車体を路面に押し付ける側の力）でダウンフォースを発生させることがライバルよりも速いラップタイムを記録したり、コーナリング時に遠心力の働きでマシンが横滑りさせずに車体を安定させることにつながると発見されたことから「レーシングカーはダウンフォースが勝利のカギになる」と理解されたことで空力が研究分野として確立された事に始まる。しかしながら、ウイング角度を立ててしまうと空気抵抗も増してしまい、直線速度の低下を招いてしまうことから、いかに「抵抗は減らしダウンフォースだけを高めるにはどうしたら良いか」が課題となった。
そんな折、1976年にデビューしたロータス・77では車体左右のサイドポンツーン下部にブラシ形状のサイドスカートを設けることで車体下面の空気を外部から遮断し、ダウンフォースを路面に吸いつけられるグラウンドエフェクトを得ることが出来ないかという試みが注目された。グラウンドエフェクトならばウイングを立てたのと違い、前面投影面積の増加による空気抵抗の増大なしで強力なダウンフォースを得られるという発想からであった。また、次のマシンのロータス・78ではサイドポンツーン底面を車体後部に向かって路面から離れて跳ね上がった形になり、マシン全体を横から見ると断面形状がウイング型状になるグラウンドエフェクトカーとしてデビュー。さらに翌年型のロータス・79ではマシン底面の気流の通路を遮っていたサスペンションアームやギアボックス、デフなどがすっきりしたデザインに改められ、より強力なダウンフォースを発生させることができるようになっていた。
しかしながら、こうしたグラウンドエフェクトはサイドスカートの働きで外部からの気流の侵入を防いで気流が乱されないようにしなければならず、路面の凹凸でサイドスカートの気密性が失われると突如としてダウンフォースを失い、スピンしたりクラッシュする危険性が伴うこと、さらにサイドスカートが再び気密性を取り戻すことと失うことが断続的に繰り返されるポーポイジングという現象が発生し、車体が不安定になることや激しい上下動が起こり、ドライバーに非常な負担が掛かる傾向があった。

### グラウンド・エフェクト・カーの禁止とダウンフォースの獲得
1970年代後半から1980年代にかけて、F1界におけるデザインの主流は、サイドポンツーンの下面形状を翼形状とし地面効果（グラウンドエフェクト）によって強力なダウンフォースを得ていたグラウンド・エフェクト・カーであった。グラウンド・エフェクト・カーはサイドポンツーン底面のウィング形状部の空気の流れを乱さないため、またその側面からの空気の流出入を防ぐブラシもしくはサイドスカートを地面と接し続けさせるため、地上高を一定の範囲に保つ必要があり、サスペンションスプリングは非常に硬く設定され、ドライバーや車体にとっては負担が大きく、かつバンプ（突起乗り越え）時に車体と地面の距離が大きくなると突然ダウンフォースが失われるなど、非常に危険な乗り物となっていた。そこで安定した地上高とドライバーへの負担軽減の観点から、ロータス・88が認められなかったロータスにおいてアクティブサスペンションの開発が始められた。アクティブサスペンションがその効力を発揮しはじめる前に、安全性の問題から車体下面は平面でなければならないとする、通称「フラットボトム規定」が施行されることとなり、サイドポンツーンにより発生していたダウンフォースは失われた。
フラットボトム規定の中、コンストラクター達が風洞によるさまざまな実験で新たな構造を模索した結果、フラットボトムの規制箇所以外の部分において適切な方法を取ることによって失われたダウンフォースを獲得することが可能であることが明らかとなってきた。地面との距離を一定に保つことが可能であれば、グランドエフェクトカーと同じ効果が期待できるのである。この効果は速度と車高の変化に大変敏感であり、ミリ単位のセッティングの違いにより車体性能が大きく変化する。
当時のレギュレーションではレース中の給油が認められておらず、レース初めと燃料が少なくなるレース後半で車体重量が大きく変化し、さらに加減速時、コーナーリング時の車体の姿勢変化によって、絶えず車体下面と地面との距離が変わっていた。これを解消するため、当初はサスペンションのセッティングを硬くすることでこの変化を最小限に抑えていたが、路面からの衝撃を吸収するという本来の働きが失われてしまい、縁石などで車体が跳ねてしまうという問題を抱えていた（ただし同様のことはグランドエフェクトカー時代においても存在しており、より切実で前述のポーポイジングという現象が起こっていた）。
そこで車体姿勢および路面と車体下面との隙間を常に一定に保つことで常に強力な地面効果を得ながらサスペンションによる衝撃吸収力は犠牲にさせないようにという要求から研究が始まった。

### 実用化と実績
1983年にロータス・92で初めて実戦に投入されたが、このマシン以後しばらくアクティブサスペンションを使用するチームはなく、ロータス自体もマシン搭載を一度断念した。
その後、1987年にロータス・99Tで再び実戦採用された。また、ウィリアムズがシーズン途中のイタリアGPからFW11Bに搭載した。ロータスのシステムはF1部門ではないロータス・カーズ本体の管理にあり、レースに特化したものではなく、乗用車用に開発された複雑なものだった。一方、ウィリアムズのシステムはロータスのものに比べレース用に特化したシンプルな設計であり、当初は商標の問題から｢リアクティブライド｣と呼んだ。ロータスは、その方式から我々こそが完全なアクティブサスペンションだと言った。
ロータス方式
ロータスのアクティブサスペンションは当時のコンピューターの演算速度やアクチュエータ能力では、絶え間ない姿勢変化に対応しきれなかった。また、重量増とシステムを駆動することによるエンジンパワーのロスを克服するほどのメリットもなく、走行中油圧がゼロになってマシンが底突きし、コントロール不能に陥るなどの致命的なトラブルも度々発生したため、1年限りで取りやめになった。
しかし、当時ロータスのシステム開発責任者であったピーター・ライトによると、ロータス式アクティブサスペンションが大きな成功を収めなかった理由はシステムの複雑さにあったのではなく、コンベンショナルなサスペンションに合わせて作られたF1タイヤのばね特性やダンピング特性がアクティブサスペンション制御に不向きであったことを挙げている。当時のF1タイヤサプライヤであったグッドイヤーにアクティブサスペンションに合わせた専用タイヤの開発を依頼したが断られてしまったと述懐している。
ウイリアムズ方式
ウイリアムズのシステムの基本は、サーキットの走行ライン上のデコボコや縁石を全て事前に調べ上げ、それをなぞるようなサスペンションの動きをあらかじめプログラミングしておき、決められた場所で決められた通りに動かすだけというものであった。当時はGPSを使った位置検出が出来なかったため、走行距離でコース上の位置を推定した。毎周スタート／フィニッシュラインで推定誤差の累積はリセットされる。コースアウト等で距離と位置の関係がずれてしまった場合に備え、次の周回まで一時的にアクティブ作動をキャンセルすることもできた。
すなわち、「路面は常に変化する」公道ではなく「周回のライン取りが同一ならば挙動は変わらない」というサーキットを走行するレースに特化したものであったのだ。路面入力を検知してから高速演算高速作動でサスペンションを動かすというロータス式の本来のアクティブサスペンションとは全く発想を異にするシンプルかつ開発容易なシステムであり、F1におけるアクティブサスペンション普及の基礎を作った。車高をコーナーとストレートで変化させることで空力抵抗とダウンフォースを両立させるセッティングの幅が広がる可能性はあったが、レギュレーション違反である「可動の空力装置」と見なされる危険が高かったため、燃料積載量や路面凹凸による影響をキャンセルする車高一定維持装置として使用された。
ロータス同様、当初はシステム重量やアクチュエータの信頼性に悩まされたため、1987年限りで一旦採用を取りやめたが、1991年、これらを解決して最終戦で再び投入し、翌1992年にFW14Bで本格採用されると、圧倒的な速さでダブルタイトルを獲得した。
ウィリアムズの成功により、1993年にはほとんどのマシンがウイリアムズ方式をベースにしたアクティブサスペンションやライドハイトコントロール（最低地上高制御）など何らかの姿勢制御装置を採用した。コース上の位置の推定精度を向上するために4輪全ての車輪速を検出する一方、精度悪化の要因となる走行ラインのバラつき、加速時後輪空転や制動時前輪ロックを排除することが必要不可欠であったため、パワーステアリング、トラクションコントロールやアンチロックブレーキも合わせて装備された。但し、当時はこれらをドライバーズ・エイド（運転補助）システム、あるいはタイヤ寿命向上策としての採用と捉える向きが多かった。
また、ドライバーのスイッチ操作であればストレートやコーナーで車高を変化させてもレギュレーション違反では無いという解釈により、1993年にはベネトンチームが四輪操舵システムと共に採用していた。

### 規制
豊富な資金力で開発を進める上位チームと資金力の無い下位チームのラップタイム格差が広がり過ぎてしまった状況から、「可動の空力装置」禁止レギュレーションに違反しているという解釈に変更され、1993年を最後に禁止された。合わせて、アクティブサスペンションがなければ必要不可欠ではなくなるトラクションコントロールやアンチロックブレーキの禁止も合意された。チーム格差を縮小してレースのスペクタクル性を高めることを目的としながらも、建前はコーナーリングスピードを下げる事による安全性の確保とされた。しかし、翌1994年シーズン開始早々に悲惨な事故が相次いで発生したことは皮肉な結果となった。

## WRCのアクティブサスペンション
「公道のF1」とあだ名されるWRC（世界ラリー選手権）においても、アクティブサスペンションやそれに類似する機構が用いられた。1980年代に導入予定のまま廃止となってしまったグループS規定のマシンに試行錯誤の形跡があるが、実戦投入されたの2000年代のWRカー（ワールドラリーカー）規定の時代であった。
スバルは「ロールコントロールシステム」と呼ぶ電子制御式のサスペンションを実働部隊のプロドライブが開発。ピッチ・ヨー・ステアリング角を自動計算し車両姿勢を制御する一方で、重量増やエンジンパワーのコストも要求されるというデメリットがあった。2003年のサンレモ・ラリーにてインプレッサWRCに投入されるが、以降はタイトル獲得に集中するためにキャンセルされた。コスト高騰の原因になるとして、2003年末を持ってアクティブサスペンション自体が禁止された。
プジョーは2002年の206 WRCから307 WRCまで、電子制御の下に油圧を用いて、ディファレンシャルギアやギアボックスと連動して能動的にアンチロールバーを動かすシステムを開発した。これは「アクティブ・アンチロールバー」と呼ばれ、高速ラリーでの性能向上を図ったものであった。クリーンな路面で真価を発揮したが、荒れた路面ではシステムをキャンセルして出走していた。このシステムの使用は2005年以降は禁止されたため、受動型のスタビライザーに切り替えて参戦を続けた。
同時期のシトロエンは電子制御ではなく、機械式制御を用いてセミアクティブサスペンションのような機構を実現した。2003年のフル参戦初年度から投入した、オーストリアのキネティック・サスペンション・システム社が開発した機構「リバース・ファンクション・スタビライザー (RFS) 」がそれで、一般には「油圧式アンチロールバー」「受動型スタビライザー」などとも呼ばれた。あるホイールの高さが急激に変化すると、対応するシリンダー内の圧力が上昇。油圧システムは圧力を平衡化することで応答し、圧力の一部を反対側のホイールに転送してマシンの姿勢を保った。このシステムは元々は荒れた路面対策だったが、実際にはあらゆる路面で有効に作用し、クサラWRCによるタイトル3連覇の原動力となった。このシステムについては比較的低コストで実現できるため、2005年までの使用が許可されていた。

## 乗用車のアクティブサスペンション
市販の乗用車におけるアクティブサスペンションは、高級車を中心にその採用が盛んに試みられた時期はあるものの、高価であることなどから現在では高級車の中でもごく一部の車種で使われるに留まっている。かつては日産自動車、トヨタ自動車、三菱自動車工業などがアクティブサスペンション搭載車を販売していたが、機構そのものが非常に高価であること（100万円前後高くなる）と、重量の増加や使用油圧の高さからオイル漏れが発生しやすくメンテナンス周期が短く維持コストも膨大になることなどが問題となった。
現在でもアクティブサスペンションを採用しているメーカーとしてはメルセデス・ベンツが挙げられる。Magic Body Control、その後継でE Active Body Controlと呼称されるそれは、エアサスペンションに備えられた油圧ダンパーをオイルポンプとアキュームレーター(油圧の高圧に保つ蓄圧器)からなる油圧回路を使って制御するもの。前方路面状況をカメラで監視し、路面状況に応じてダンパー内の油圧を変更し減衰力を随時調整する。またSUVにおいては、砂漠やぬかるみから脱出するために車体を上下に揺らす機能も持つ。E Active Body Controlでは旋回時に旋回内側に車体を傾斜させる車体傾斜機能や、受動安全機能として側面衝突時に車高を瞬時に上げて頑丈なサイドシルで衝撃を受け止めるPre-Safeインパルスサイドが備わる。ただし、乗用車の中では高価な車種が多いメルセデス・ベンツにとっても高価なシステムであることから、設定がある車種は高級セダンのSクラス、高級SUVのGLSなど、高価格帯のものに限られている。有料オプション価格はW223型Sクラスの場合では、ドイツ仕様は付加価値税抜きで6500ユーロ/約109万円、日本仕様は消費税抜き109万2000円(いずれも2024年6月現在)となっている。

## 軍用車両のアクティブサスペンション
アクティブサスペンションやセミアクティブサスペンションは、その機構からコスト増や質量増を招くため採用は限られている。採用例としてはセミアクティブサスペンションがピラーニャIVなど極一部の装輪車両にある程度である。